# Farbmodulation (Malerei)
Farbmodulation bzw. Modulation der Farbe ist ein Begriff der Malerei, der auf eine Formulierung Paul Cézannes zurückgeht. Durch farbmodulatorische Prinzipien wird die Darstellung der Raumdimension bzw. der Raumillusion mittels harmonisch entwickelter Abänderungen der Farbtöne erzeugt. Die mathematische Perspektive und das Chiaroscuro werden in der Farbmodulation als untergeordnete Aspekte der Harmonie behandelt. 

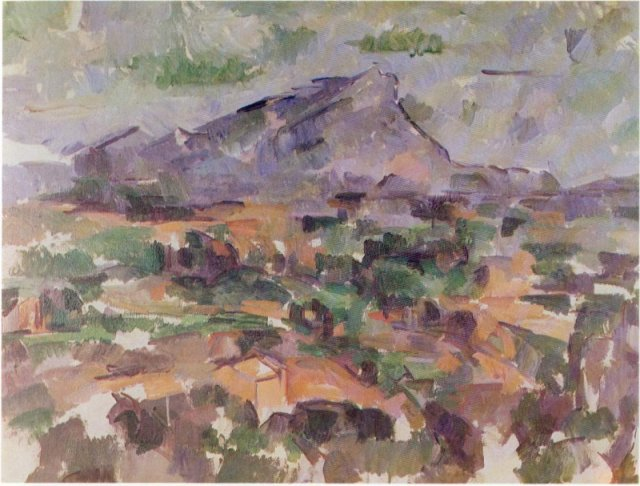
Paul Cézanne, La montagne Sainte-Victoire, 1906

In den von Émile Bernard  niedergeschriebenen Äußerungen Cézannes hob dieser hervor, dass man nicht modellieren, sondern „modulieren“ sagen sollte. Die Aussagen Cézannes stellen das erste schriftliche Zeugnis dar, in denen jenes Prinzip der klassischen Malerei zusammengefasst wird: „Es gibt keine Linie, es gibt keine Modellierung, es gibt nur Kontraste. Diese Kontraste werden aber nicht von Schwarz und Weiß hervorgebracht, sondern von Farbeindrücken. Aus der richtigen Beziehung zwischen den Farbtönen ergibt sich die Modellierung (hier anstelle Modulation). Werden sie harmonisch nebeneinandergesetzt und sind vollständig vorhanden, modelliert sich das Bild von selbst.“ Maurice Denis bemerkt dazu: „Die Masse findet ihren Ausdruck in einer Farbskala, in einer Serie von Flecken. Diese Flecken werden kontrastiv oder analog gereiht, je nachdem, ob die Form unterbrochen oder fortgesetzt wird. Das ist, was er (Cézanne) lieber modulieren als modellieren nannte.“ Jedes auf diese Weise auf der Bildfläche modulierte Objekt verschmilzt mit den „Farbreihen des Hintergrundes“. Ausgangspunkt der Farbmodulation bildet die Erkenntnis innerhalb der Malerei, dass Licht kein „Ding“ ist, das reproduziert werden kann, sondern das aus koloristischer Sichtweise mittels Farben dargestellt werden muss.
Die Entdeckung und Anwendung farbmodulatorischer Prinzipien ist bereits in der Renaissance zu finden, so im Spätwerk Tizians und nachfolgend im Werk Rubens’. Erhaltene Mosaiken der römischen Antike zeigen sogar eine viel frühere Anwendung, mit einem mutmaßlichen Ursprung in der verlorenen Malerei des klassisch-griechischen Altertums (siehe auch klassische Kunst). Farbmodulatorische Prinzipien fließen in die Arbeit vieler bedeutender Koloristen seit der Renaissance ein. Schriftliche Zeugnisse hierüber sind jedoch nur sehr vereinzelt zu finden und zumeist deskriptiver Natur. Ein Beispiel stellt die Äußerung Bachaumonts aus dem Jahre 1767 über die Malweise Chardins dar, der diese als seltsam beschreibt und hinzufügt: „Er setzt eine Farbe nach der anderen hin, fast ohne sie zu mischen, so, dass seine Malerei etwas dem Mosaik gleicht.“
Das Prinzip der Farbmodulation ist zu unterscheiden von der Farbperspektive. Die Farbperspektive, die optische Vortäuschung räumlicher Tiefe beim Übergang der „warmen“ Farben (Gelb, Orange, Rot) zu „kalten“ (Blau, Blaugrün, Grün), ist nur ein Aspekt der Farbmodulation. Erst das Unterwerfen der Farbperspektive unter die Harmonie wird vom menschlichen Auge als Farbmodulation erfasst.